# Korčulanski barokni festival
Korčulanski barokni festival je hrvatska glazbena manifestacija. Održava se u gradu Korčuli. Po korčulanskim crkvama i otvorenim prostorima srednjovjekovnog grada odvijaju se koncerti barokne glazbe. Festival organiziraju Maša i Michael Unsworth. Prvi festival održan je od 7. do 16. rujna 2012. godine. Utemeljio ga je Saša Britvić, koji je bio umjetničkim ravnateljem sve do smrti. Održava se svake godine u prvoj polovici rujna i traje desetak dana. 

## Vanjske poveznice
- Korčulanski barokni festival